# Эрзинджанское перемирие
Эрзинджанское перемирие (тур. Erzincan Mütarekesi) — временное прекращение военных действий на Кавказском фронте Первой мировой войны, установленное по соглашению представителей Османской империи и Закавказского комиссариата в лице командующего Кавказским фронтом М. А. Пржевальского 5 (18) декабря 1917 года.
30 января (12 февраля) 1918 года турецкие войска, воспользовавшиеся развалом фронта и нарушившие условия перемирия, начали крупномасштабное наступление. К середине марта турки фактически вернули контроль над всей Западной Арменией.

## Предыстория
Большевики, захватившие власть в России в октябре 1917 года, осудили мировую войну как империалистическую и выступили за мир «без аннексий и контрибуций». На II Всероссийском съезде Советов 26 октября (8 ноября) был принят Декрет о мире. Народный комиссариат по иностранным делам Советской России обратился с нотой к союзным войскам, в которой просил рассматривать Декрет о мире как «формальное предложение немедленного перемирия на всех фронтах и немедленного открытия мирных переговоров».
Турецкое правительство с трудом могло поверить в подобный поворот событий: в то время, как русская армия продолжала оккупировать обширные территории Восточной Анатолии, новое российское правительство собиралось выйти из войны, отказываясь от всех захваченных территорий.

## Обсуждение и подписание перемирия
11 (24) ноября командующий турецкой 3-й армией Мехмет Вехип-паша обратился к главнокомандующему Кавказским фронтом генералу М. А. Пржевальскому с предложением о временном перемирии, которое дошло до адресата 17 (30) ноября. Пржевальский переправил полученное предложение на рассмотрение Закавказского комиссариата.
21 ноября (4 декабря) Закавказский комиссариат рассмотрел турецкое предложение, а также сообщение генерала Пржевальского и, исходя из того, что «система Верховного командования нарушена, и учитывая создавшееся в России политическое положение», принял предложения турецкой стороны и дал соответствующие инструкции генералу Пржевальскому.
Документ был подписан 5 (18) декабря 1917 года начальником штаба русской Кавказской армии генерал-майором Вышинским и начальником штаба турецкой 3-й армии. Этому предшествовало заключение 2 (15) декабря общего перемирия на мирных переговорах в Брест-Литовске между делегациями Центральных держав (Германия, Турция, Австро-Венгрия, Болгария) и Советской России. Общее перемирие было подписано на 28 дней начиная с 4 (17) декабря с возможностью дальнейшего продления. При этом, в случае разрыва, стороны обязывались предупредить противника за 7 дней.
К моменту подписания Эрзинджанского перемирия линия фронта проходила по линии Трапезунд — Гюмюшхане — Эрзинджан-Кале — Хныскала — южный берег озера Ван — персидская граница.
Перемирие с Турцией предусматривало прекращение боевых действий, установление демаркационной зоны, запрет на пересечение пограничных и нейтральных зон. Время действия перемирия устанавливалось вплоть до заключения окончательного мирного договора.
Подписание Эрзинджанского соглашения стало безусловным дипломатическим успехом Турции, которая добилась того, что, с одной стороны, вынудила Закавказье выступить независимо от правительства Советской России, а с другой — заставила его признать будущий «Брест-Литовский документ», который будет подписан большевистским правительством. Командование Кавказского фронта, сохраняя лояльность уже не существующему Временному правительству, фактически признало Закавказский комиссариат тем официальным органом, перед которым оно оказалось подотчётным.

## Последующие события
6 (19) декабря Закавказский комиссариат постановил «демобилизовать, по возможности, армию», «национализировать» отдельные воинские части, вооружить националистические элементы и создать «специальный орган для руководства борьбой с большевиками». Параллельно с выводом ряда русских частей с фронта происходил процесс формирования национальных армий — Грузинского армейского корпуса под командованием генерала В. Д. Габашвили, которому предстояло прикрыть участок фронта от Чёрного моря до г. Байбурта, и Добровольческого армянского корпуса, которому требовалось занять фронт от Байбурта до границы с Ираном. Общая численность корпусов должна была составить около 30 тыс. штыков и сабель, а главнокомандующим новой Кавказской армией стал генерал-лейтенант И. З. Одишелидзе.
30 ноября (13 декабря) командующий Кавказским фронтом генерал от инфантерии М. А. Пржевальский издал приказ, на основании которого должен был формироваться Добровольческий армянский корпус. Командующим был назначен генерал-лейтенант Ф. И. Назарбеков, а начальником штаба — генерал-майор Е. Е. Вышинский. Основой для армянских формирований послужили дружины, созданные в начале войны и позже преобразованные в отдельные батальоны, а в 1917 г. развёрнутые в полки. Армянские части впоследствии стали основной силой, которая попыталась защитить Закавказье от турецкой армии.
Считая невозможным продолжать в этой кризисной ситуации руководство войсками фронта, генерал Пржевальский 5 (18) января 1918 года сложил с себя полномочия главнокомандующего и покинул действующую армию, передав командование начальнику штаба фронта генерал-майору Е. В. Лебединскому.
30 января (12 февраля) 1918 года турецкие войска, воспользовавшиеся развалом фронта и нарушившие условия перемирия, начали крупномасштабное наступление на Эрзерумском, Ванском и Приморском направлениях (7-я пехотная дивизия, ок. 25 тыс. чел.). Практически сразу ими был занят Эрзинджан, а 11 (24) февраля — Трапезунд. 12 марта началось отступление армянских войск и беженцев из Эрзерума. С падением Эрзерума турки фактически вернули контроль над всей Западной Арменией.
Окончательно же Россия вышла из войны по результатам Брест-Литовского мирного договора, подписанного 3 марта 1918 года.